# 大番坡镇
大番坡镇，是中华人民共和国广西壮族自治区钦州市钦南区下辖的一个乡镇级行政单位。

## 行政区划
大番坡镇下辖以下地区：
沙坡村、葵子村、大番坡村、青龙村、板桥村、大窝口村、六村、深坪村、茅坡村和辣椒槌村。